# Grand Cru
Grand Cru é uma "Appellation d'origine contrôlée" (AOC) dos melhores vinhos produzidos na Côte de Beaune e Côte de Nuits na Borgonha, França, e a mais alta das quatro categorias principais que são:
- Grand cru
- Premier cru
- Appellation communale
- Appellation régionale

Em 2010, foram produzidos 18.670 hectolitros de vinho da Borgonha Grand Cru, correspondendo a 2,5 milhões de garrafas, ou pouco mais de 1,3% da produção total de vinho da Borgonha.

## Lista dos Grands Crus
| Grand Cru                    | Região         | Comuna               | Tipo                 |
| ---------------------------- | -------------- | -------------------- | -------------------- |
| Chablis Grand Cru            | Chablis        | Chablis              | Branco               |
| Chambertin-Clos de Bèze      | Côte de Nuits  | Gevrey-Chambertin    | Tinto                |
| Charmes-Chambertin           | Côte de Nuits  | Gevrey-Chambertin    | Tinto                |
| Chapelle-Chambertin          | Côte de Nuits  | Gevrey-Chambertin    | Tinto                |
| Griotte-Chambertin           | Côte de Nuits  | Gevrey-Chambertin    | Tinto                |
| Latricières-Chambertin       | Côte de Nuits  | Gevrey-Chambertin    | Tinto                |
| Le Chambertin                | Côte de Nuits  | Gevrey-Chambertin    | Tinto                |
| Mazis-Chambertin             | Côte de Nuits  | Gevrey-Chambertin    | Tinto                |
| Mazoyères-Chambertin         | Côte de Nuits  | Gevrey-Chambertin    | Tinto                |
| Ruchottes-Chambertin         | Côte de Nuits  | Gevrey-Chambertin    | Tinto                |
| Bonnes-Mares                 | Côte de Nuits  | Morey-Saint-Denis    | Tinto                |
| Clos de la Roche             | Côte de Nuits  | Morey-Saint-Denis    | Tinto                |
| Clos des Lambrays            | Côte de Nuits  | Morey-Saint-Denis    | Tinto                |
| Clos de Tart                 | Côte de Nuits  | Morey-Saint-Denis    | Tinto                |
| Clos Saint-Denis             | Côte de Nuits  | Morey-Saint-Denis    | Tinto                |
| Bonnes-Mares                 | Côte de Nuits  | Chambolle-Musigny    | Tinto                |
| Le Musigny                   | Côte de Nuits  | Chambolle-Musigny    | Tinto e algum branco |
| Clos de Vougeot              | Côte de Nuits  | Vougeot              | Tinto                |
| Échezeaux                    | Côte de Nuits  | Flagey-Echézeaux     | Tinto                |
| Grands Échezeaux             | Côte de Nuits  | Flagey-Echézeaux     | Tinto                |
| La Grande Rue                | Côte de Nuits  | Vosne-Romanée        | Tinto                |
| La Romanée                   | Côte de Nuits  | Vosne-Romanée        | Tinto                |
| La Tâche                     | Côte de Nuits  | Vosne-Romanée        | Tinto                |
| Richebourg                   | Côte de Nuits  | Vosne-Romanée        | Tinto                |
| Romanée-Conti                | Côte de Nuits  | Vosne-Romanée        | Tinto                |
| Romanée-Saint-Vivant         | Côte de Nuits  | Vosne-Romanée        | Tinto                |
| Corton-Charlemagne           | Côte de Beaune | Pernand-Vergelesses  | Branco               |
| Charlemagne                  | Côte de Beaune | Ladoix-Serrigny      | Branco               |
| Corton-Charlemagne           | Côte de Beaune | Ladoix-Serrigny      | Branco               |
| Le Corton                    | Côte de Beaune | Aloxe-Corton         | Tinto                |
| Corton-Charlemagne           | Côte de Beaune | Aloxe-Corton         | Branco               |
| Bâtard-Montrachet            | Côte de Beaune | Puligny-Montrachet   | Branco               |
| Bienvenues-Bâtard-Montrachet | Côte de Beaune | Puligny-Montrachet   | Branco               |
| Chevalier-Montrachet         | Côte de Beaune | Puligny-Montrachet   | Branco               |
| Le Montrachet                | Côte de Beaune | Puligny-Montrachet   | Branco               |
| Bâtard-Montrachet            | Côte de Beaune | Chassagne-Montrachet | Branco               |
| Criots-Bâtard-Montrachet     | Côte de Beaune | Chassagne-Montrachet | Branco               |
| Le Montrachet                | Côte de Beaune | Chassagne-Montrachet | Branco               |

1. ↑  BIVB: Chiffres‐clés de la Bourgogne Viticole, accessed on May 5, 2012